# لياندرو بينيغاس
لياندرو بينيغاس (بالإسبانية: Leandro Benegas) هو لاعب كرة قدم أرجنتيني وتشيلي في مركز الهجوم، ولد في 27 نوفمبر 1988 في مندوزا في الأرجنتين. لعب مع أوداكس إيتاليانو وديبورتيفو آرمينيو وريفر بليت ونادي أونيفرسيداد دي تشيلي وهوراكان ويونيون لا كاليرا.

## وصلات خارجية
- لياندرو بينيغاس على موقع قاعدة بيانات كرة القدم.إي يو (الإنجليزية)
- لياندرو بينيغاس على موقع Soccerway.com (الإنجليزية)
- لياندرو بينيغاس على موقع AS.com (الإسبانية)